# سيبه هورمنز
سيبه هورمنز (2 يوليو 1998 ببلجيكا - ) هو لاعب كرة قدم بلجيكي في مركز الدفاع. لعب مع نادي غينت.

## روابط خارجية
- سيبه هورمنز على موقع قاعدة بيانات كرة القدم.إي يو (الإنجليزية)
- سيبه هورمنز على موقع Soccerbase.com (لاعب) (الإنجليزية)
- سيبه هورمنز على موقع Soccerway.com (الإنجليزية)
- سيبه هورمنز على موقع عالم كرة القدم.نت (الإنجليزية)
- سيبه هورمنز على موقع AS.com (الإسبانية)